# روس بليث
روس بليث (بالإنجليزية: Ross Blyth)‏ هو متزحلق جبال الألب بريطاني، ولد في 30 أبريل 1961.

## وصلات خارجية
- روس بليث على موقع الاتحاد الدولي للتزلج (التزلج على المنحدرات الثلجية) (الإنجليزية)
- روس بليث على موقع أوليمبيديا (الإنجليزية)